# Jan Wilandt
Jan Wilandt (ur. 29 sierpnia 1895 w Koślince, zm. ?) – polski działacz narodowy i chrześcijańsko-demokratyczny na Pomorzu, poseł na Sejm Ustawodawczy RP (1947–1952).

## Życiorys
Urodził się w rodzinie małorolnych chłopów w Prusach Zachodnich. W wyniku udziału w antyniemieckim strajku szkolnym zakazano mu kształcenia się w szkole średniej, w związku z czym poświęcił się pracy w handlu. W czasie I wojny światowej walczył w wojsku niemieckim, na skutek czego został inwalidą. W okresie II RP zakładał Polski Związek Zachodni, Polski Czerwony Krzyż i Związek Inwalidów RP na terenie powiatu tucholskiego. W 1920 organizował również lokalne struktury Narodowej Partii Robotniczej. Z ramienia organizacji kandydował w wyborach do Sejmu I kadencji w 1922. Był radnym NPR w Tucholi. W latach 30. zamieszkał w Grudziądzu, gdzie w 1937 znalazł się wśród współzałożycieli lokalnych struktur Stronnictwa Pracy. Pracował w miejskim inspektoracie ubezpieczeniowym.
Po II wojnie światowej kierował ekspozyturą Izby Rzemieślniczej w Grudziądzu. Był pełnomocnikiem SP na teren województwa pomorskiego, zasiadał w jego Zarządzie Wojewódzkim. Był członkiem Miejskiej Rady Narodowej w Grudziądzu oraz Wojewódzkiej Rady Narodowej w Bydgoszczy. W styczniu 1947 uzyskał mandat posła na Sejm Ustawodawczy z listy SP w okręgu Toruń. W listopadzie 1949 został wykluczony z klubu SP i zawieszony w prawach członka partii, a miesiąc później usunięty z SP.